# جيمس هاربر (سياسي)
جيمس هاربر (بالإنجليزية: James Harper)‏ هو سياسي أمريكي، ولد في 28 مارس 1780 في المملكة المتحدة، وتوفي في 31 مارس 1873 بفيلادلفيا في الولايات المتحدة. حزبياً، نشط في الحزب الوطني الجمهوري ‏. وقد انتخب عضو مجلس النواب الأمريكي.